# Ca la Cebriana
Ca la Cebriana és una obra de Cervià de Ter (Gironès) protegida com a bé cultural d'interès local. L'edifici consta de planta baixa i dues plantes pis. El nivell inferior es troba a la cota de la travessia de la Muralla i per la seva part posterior està adossat a la muntanya damunt la qual es conserven les restes de l'antic castell de Cervià.

## Descripció
Es tracta d'un immoble que s'ha conservat sense patir gaires transformacions al llarg del temps i per això resulta interessant. Bona part dels murs que conformen la planta baixa i especialment aquells que actuen com a element de contenció del turó del castell, estan construïts amb pedra sorrenca tallada en blocs regulars de grans dimensions i picats amb punxó. A Cervià aquest tipus d'aparell es troba únicament en edificis romànics de gran importància com l'església de Sant Genís, el monestir de Santa Maria de Cervià i el mateix castell.
El castell de Cervià es troba en estat ruïnós i segurament bona part de la pedra es va utilitzar en altres construccions, com és el cas d'aquest immoble. Destaquen també les obertures de la façana est i sud fetes de pedra picada que tenen gravada la data 1692. A l'interior de la casa també hi ha portes amb llinda amb la data gravada. Altres elements de pedra interessants són els festejadors que hi ha a banda i banda de les obertures de la primera planta i un pou de pedra. La planta baixa presenta voltes de ceràmica i l'execució dels sostres de a planta pis la coberta es van realitzar amb grans jàsseres de fusta, enllatat continu de roure i enrajolat amb peces de ceràmica cuita.